# Richmond (Nuevo Hampshire)
Richmond es un pueblo (subdivisión administrativa equivalente a un municipio) del condado de Cheshire, Nuevo Hampshire, Estados Unidos. Según el censo de 2020, tiene una población de 1197 habitantes.
El town (en español, literalmente, pueblo) es la unidad básica del gobierno local y la división local de la autoridad estatal en los seis estados de Nueva Inglaterra. Los pueblos de Nueva Inglaterra cubren toda el área de un estado, en forma similar a los municipios civiles (townships) de otros estados, pero son corporaciones municipales en pleno funcionamiento. 

## Geografía
Está ubicado en las coordenadas 42°46′25″N 72°16′43″O / 42.77361, -72.27861 (42.773484, -72.278745). Según la Oficina del Censo de los Estados Unidos, tiene una superficie total de 97.7 km², de la cual 97.2 km² corresponden a tierra firme y 0.5 km² es agua.

## Demografía
Según el censo de 2020, hay 1197 personas residiendo en la zona. La densidad de población es de 12.3 hab./km². El 91.23% son blancos, el 0.25% son afroamericanos, el 0.17% son amerindios, el 0.33% son asiáticos, el 1.42% son de otras razas y el 6.60% son de una mezcla de razas. Del total de la población, el 3.76% son hispanos o latinos de cualquier raza.